# Olof Bagger
Olof Bagger, född 1607 i Odense, död 11 mars 1677 i Lund, var en ursprungligen dansk präst och sedermera svensk professor samt den förste rektorn för Lunds universitet.
Bagger hade bedrivit studier vid Köpenhamns universitet 1626–1635 innan han 1638 blev utnämnd till rektor vid domskolan i Lund. 1649 blev han lektor i teologi vid stadens gymnasium och erhöll därmed även ett prebende som prost i Torna härad. Han blev även Lunds domkapitels generalprokurator.
Sedan Skåne blivit svenskt och beslutet att upprätta ett universitet i Lund tagits utnämndes Bagger 1667 till innehavare av den andra professuren i teologi vid detta. Redan året därpå – då universitetet invigdes – avancerade han dock till den första professuren ("primarius") i samma ämne, vilken han upprätthöll fram till 1676 då skånska kriget tvingade verksamheten vid universitetet att inställas. Som innehavare av universitetets i rang förnämsta professur blev Bagger även med automatik dess första rector magnificus 1668 (samt åter 1676).
Enligt Martin Weibull var Bagger "till börd och bildning dansk" och "förblef sin nationalitet, men äfven sin trohetsed [till Sverige] trogen". Det senare är dock inte så självklart eftersom han hjälpte en sårad dansk soldat under slaget vid Lund och gömde honom i sitt hus, men denne hittades någon dag senare av svenskarna. Bagger avled i mars 1677.
Olof var gift med 1. Maria Lauridsdatter, som dog runt 1650, och med 2. Benedicta Jensdatter. En son till Olof Bagger var Hans Bagger, sedermera biskop på Själland.